# Macropophora
Macropophora é um gênero de insetos da ordem Coleoptera e da família Cerambycidae, subfamília Lamiinae, classificado por Carl Gustaf Thomson em 1864; contendo quatro espécies de besouros neotropicais cujos integrantes são conhecidos por besouros serradores ou serra-paus; com sua espécie-tipo inicialmente descrita sob o nome Cerambyx trochlearis por Linnaeus, em 1758; também se incluindo neste gênero a espécie Macropophora accentifer, no Brasil popularmente denominada arlequim-pequeno.

## Taxonomia
O gênero foi colocado nas tribos Acanthoderini Thomson, 1860 ou Acrocinini Swainson, 1840, onde antes só havia a espécie Acrocinus longimanus, na primeira metade do século XXI.

## Espécies
- Macropophora trochlearis (Linnaeus, 1758)
- Macropophora accentifer (Olivier, 1795)
- Macropophora worontzowi Lane, 1938
- Macropophora lacordairei Lepesme, 1946[5]

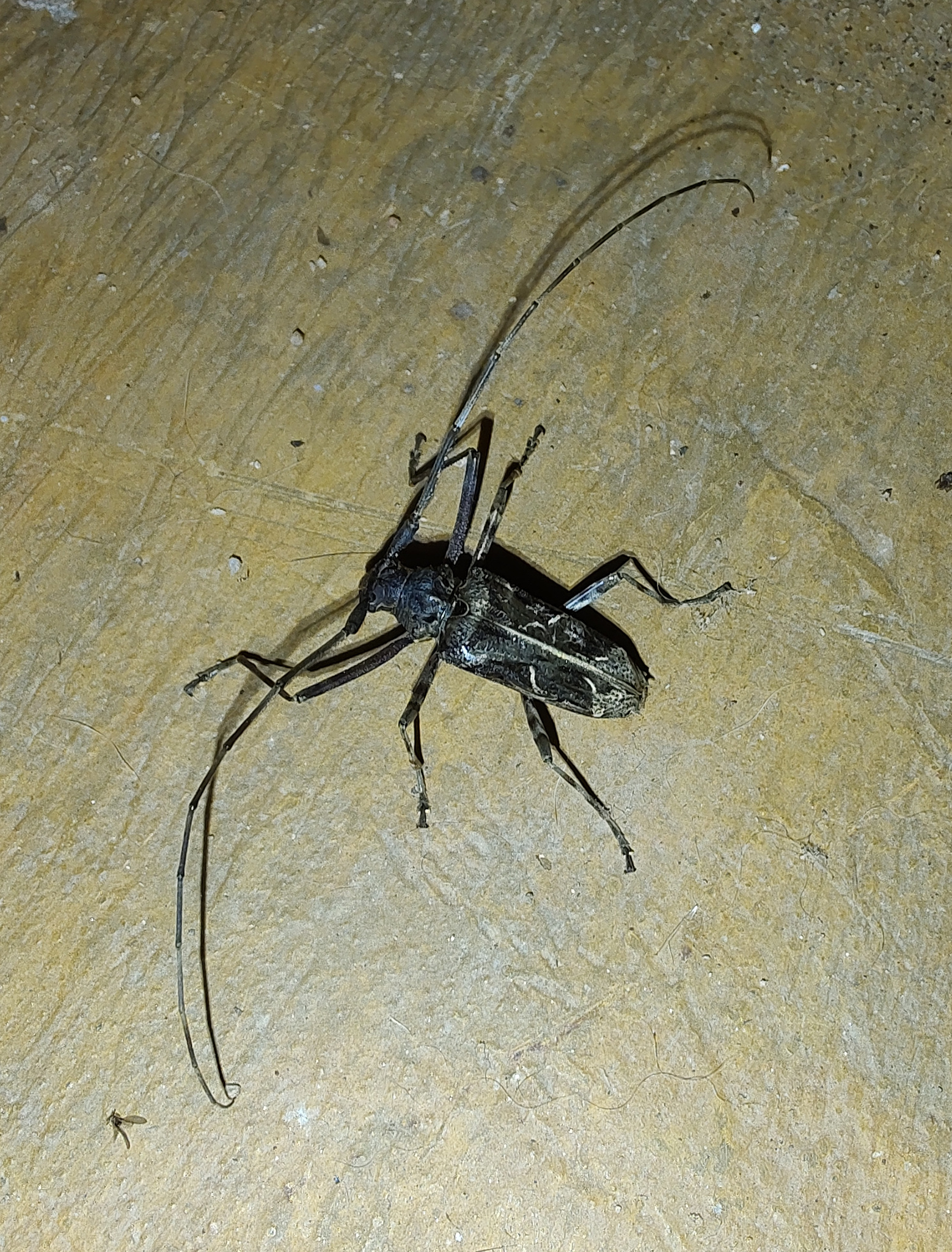
Fotografia de M. accentifer na região sudeste do Brasil; espécie popularmente denominada arlequim-pequeno.